# Герб комуни Вальдемарсвік
Герб комуни Вальдемарсвік (швед. Valdemarksviks kommunvapen) — символ шведської адміністративно-територіальної одиниці місцевого самоврядування комуни Вальдемарсвік. 

## Історія
Герб було розроблено для торговельного містечка (чепінга) Вальдемарсвік. Отримав королівське затвердження 1947 року.    
Після адміністративно-територіальної реформи, проведеної в Швеції на початку 1970-х років, муніципальні герби стали використовуватися лишень комунами. Цей герб був 1971 року перебраний для нової комуни Вальдемарсвік.
Герб комуни офіційно зареєстровано 1978 року.

## Опис (блазон)
У зеленому полі срібний якір, над ним — такі ж дві укорочені нитяні вигнуті балки.

## Зміст
Якір символізує порт Вальдемарсвіка. Вигнуті балки уособлюють чинбарські ножі.